# ノボテル
ノボテル（Novotel Hotels and Resorts）は、フランスに拠点を置くアコーの上級ブランドのホテル・チェーン。60カ国に70,000室以上を有する500軒以上のホテルを運営するホテル・グループである。

## 沿革
1967年にポール・デュブリュールとアコーの創設者の一人であるジェラール・ペリソンによってフランス北部リールに最初のホテルを開業。フランスではそれまでになかった北米型ビジネスマン向けチェーンホテルを展開。

## 世界展開

### 日本
- ノボテル沖縄那覇 - 2018年9月13日オープン。旧・沖縄都ホテル[1]。
- ノボテル奈良 - 2024年秋オープン予定[2]。

#### かつて日本にあった系列ホテル
- 三井ガーデンホテル銀座プレミア - アコーホテルズの日本語公式サイトには「ノボテル・アソシエート」と付記されていた。2009年9月30日をもってアコーホテルズから脱退。
- ザ・ヨコハマ ノボテル - かつての「ザ・ホテルヨコハマ」から2003年にアコーホテルズ加盟。2006年3月15日をもってアコーホテルズから脱退。現在はホテルモントレ横浜。
- ノボテル札幌 - 1988年に「ホテルアーサー札幌」として開業、2005年12月1日に「ノボテル札幌」としてリニューアルオープン。2016年4月1日、プレミアホテル札幌に名称変更し、同時にノボテルグループから脱退。
- ノボテル甲子園
  - 1992年に「甲子園都ホテル」として開業、2002年9月7日に「ノボテル甲子園」としてリニューアルオープン。2011年7月1日から2014年1月29日までは阪急阪神第一ホテルグループに属していた。2017年9月20日を以てグループから脱退し、翌9月21日からは「ホテルヒューイット甲子園」。

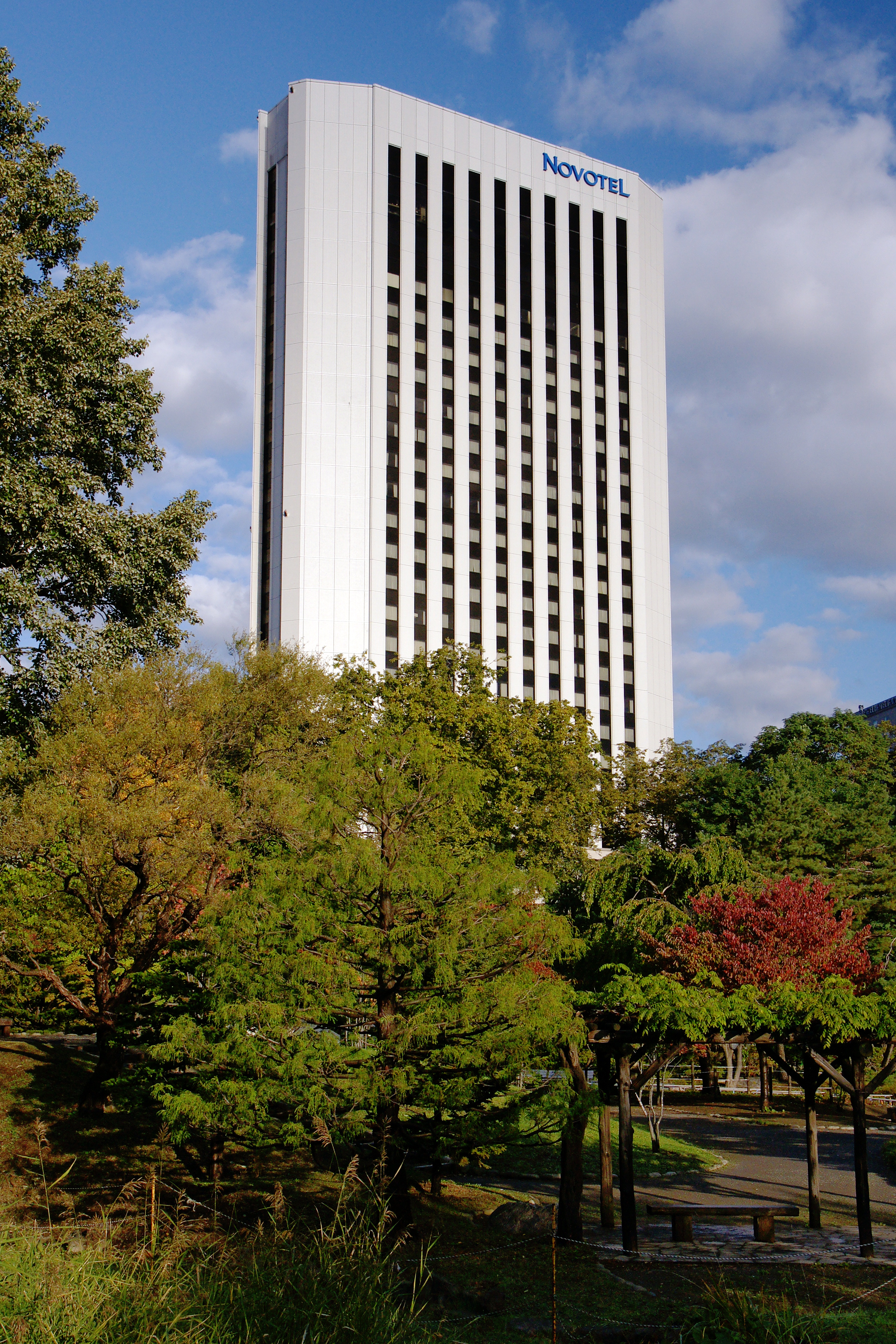
ノボテル札幌
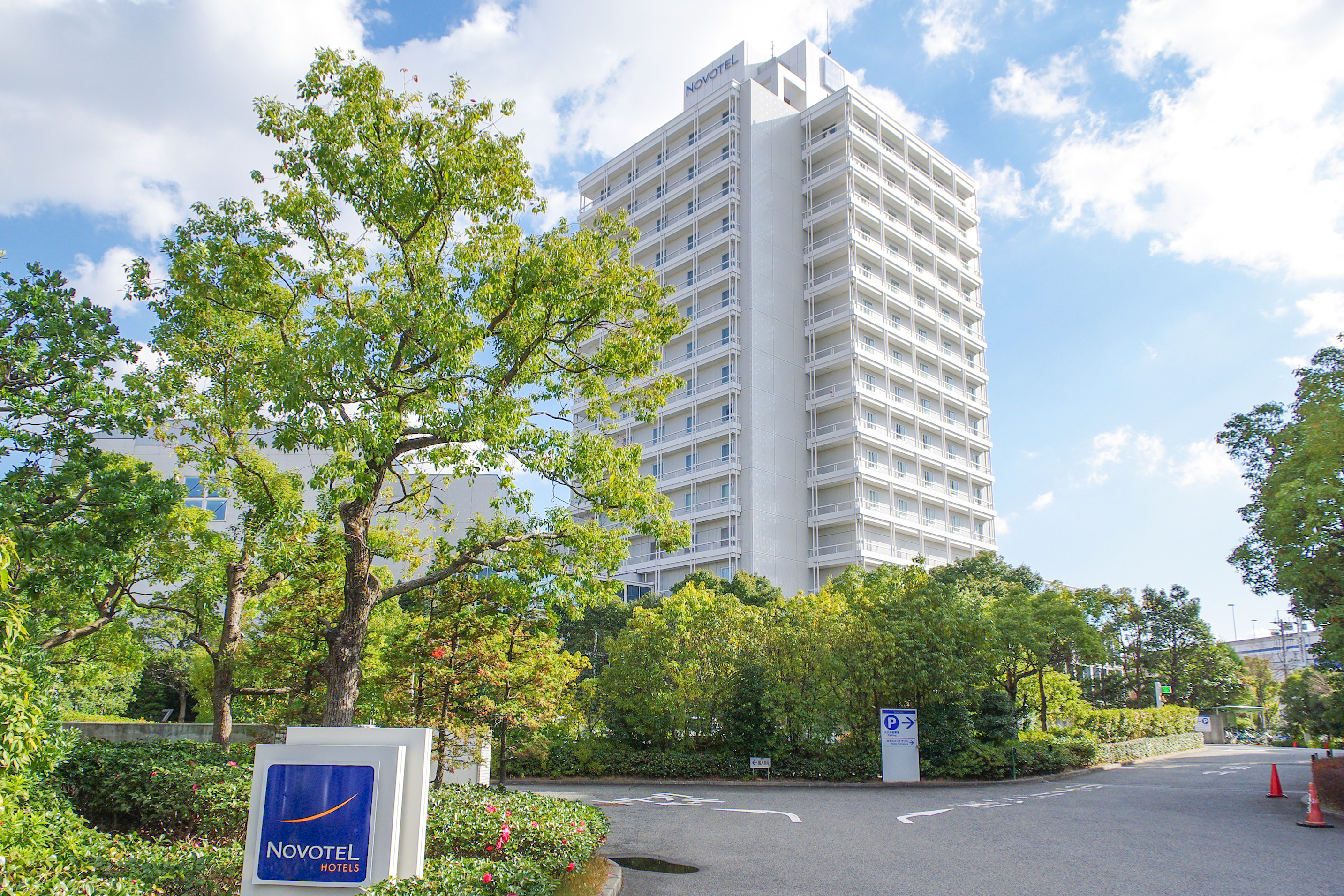
ノボテル甲子園